# Malediwska Wikipedia
Malediwska Wikipedia – edycja językowa Wikipedii prowadzona w języku malediwskim. Edycja założona została w sierpniu 2004. Pierwszy artykuł został napisany 17 kwietnia 2005 roku. W marcu 2006 malediwska Wikipedia przekroczyła próg 100 artykułów zajmując 123. miejsce (z 205) w rankingu największych Wikipedii.

## Język i dialekt
Malediwska Wikipedia pisana jest w języku malediwskim używanym przez ludzi mieszkających w Malé (Malediwy).